# 田律
《田律》是中國秦代的法律，是世界上第一條環保法律。
《田律》共六条，規限了國民在甚麼時候才可以上山砍划樹木，甚麼時候可以開始火耕。